# Berlin-Karow

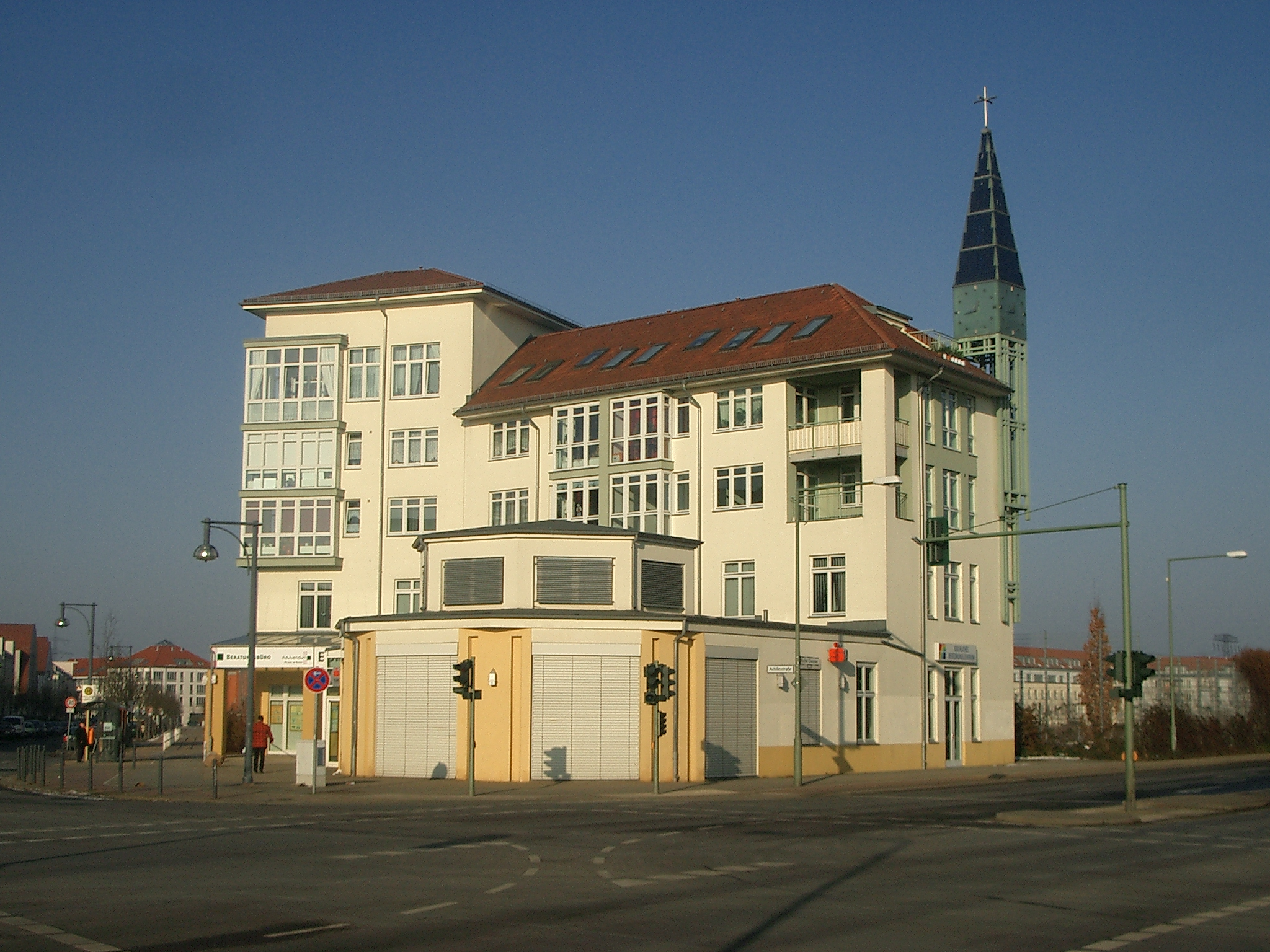
Neu-Karow, 2006

Karow [ˈkaːʁoː] ist ein Ortsteil des Bezirks Pankow in Berlin. Karow wurde als Dorf erstmals 1375 urkundlich erwähnt. Vor der Eingemeindung zu Groß-Berlin im Jahr 1920 hatte die Landgemeinde nur 949 Einwohner. Seinen dörflichen Charakter hat es trotz reger Siedlungstätigkeit in den Jahren vor dem Zweiten Weltkrieg bis heute bewahrt. Durch ein großes geschlossenes Neubauvorhaben im Norden Karows (1992–1996) stieg die Einwohnerzahl stark an.

## Geografie
Karow liegt im Nordosten des Berliner Bezirks Pankow. Nördlich wird der Ortsteil von der Bundesautobahn 10, südlich vom Berliner Außenring und westlich von der Panke begrenzt.

## Geschichte
Bisher liegt kein archäologischer Befund aus der spätslawischen Zeit vor. Daher wird angenommen, dass Karow um 1230, vielleicht schon in den späten 1220er Jahren „aus wilder Wurzel“ entstand. Die Dorfkirche Karow wurde um 1250 errichtet. Die erste urkundliche Erwähnung datiert durch Fridericus de Kare indirekt ins Jahr 1244. Im Landbuch Kaiser Karls IV. von 1375 erschien das damalige Kare mit einem Krug sowie 42 Hufen, davon vier Pfarr- und sechs Ritterhufen. Letztere waren ein Lehen des Markgrafen von Brandenburg an die von der Groeben. Diese hatten sich vom Vasallendienst freigekauft und den Ritterhof als Afterlehen an die Brüder von Kare (de Kare) weitergereicht. Die Ratsfamilie aus Berlin war, anders als der Name vermuten lässt, nichtadeliger Herkunft, sie saßen „in Kare“, kamen „aus Kare“. Der Markgraf erhob im Dorf nur noch den Wagendienst, sodass zahlreiche Grundherren als seine Lehnsleute aus den restlichen 32 Hufen Abgaben bezogen. Spätestens im Jahr 1572 hielten die von Röbel zu Buch den Ritterhof mit 4 1⁄2 Hufen.
Der Ortskern des ursprünglichen Straßendorfs liegt an der Straße Alt-Karow. Neben der Kirche, dem ehemaligen Schulgebäude und dem Gemeindehaus finden sich noch zahlreiche Bauernhäuser aus dem 19. Jahrhundert.
Mit Bau des Bahnhofs Karow erhielt der Ort 1882 Eisenbahnanschluss über die Stettiner Bahn nach Berlin und in der Gegenrichtung nach Bernau. Die äußeren Bereiche Karows entstanden größtenteils in den 1920er und 1930er Jahren, besonders um den S-Bahnhof im Nordwesten. Es waren fast ausschließlich kleinere Siedlungshäuser auf Grundstücken zur teilweisen Selbstversorgung.
Bis 1920 gehörte Karow zum brandenburgischen Kreis Niederbarnim und wurde aufgrund des Groß-Berlin-Gesetzes nach Berlin eingemeindet. Bis 1985 war Karow ein Ortsteil des Bezirks Pankow und wurde dann in den Bezirk Weißensee umgegliedert. Seit der Fusion der Bezirke Pankow, Prenzlauer Berg und Weißensee im Jahr 2001 gehört Karow wieder zum Bezirk Pankow.
Auf den ehemaligen Rieselfeldern im Norden sowie auf einigen Feuchtwiesen im südlichen und östlichen Teil der Gemarkung entstanden von 1994 bis 1997 viele Ein- und Mehrfamilienhäuser und mehrgeschossige Wohnblocks. Dazu kamen weitere Kindergärten, Schulen, ein kirchliches Begegnungszentrum, Geschäfte, Restaurants sowie ein zentrales Geschäftszentrum mit Wochenmarktplatz. Die Altbürger Karows nennen die Siedlung oft Neu-Karow, womit sie eine gewisse Distanz zur modernen, eher städtisch anmutenden Erscheinung der Siedlung ausdrücken. Die neuen Wohnquartiere umfassen insgesamt 5092 Wohneinheiten. Es leben rund 13.000 Einwohner in Neu-Karow.
Bauplanung
Bereits in den 1990er Jahren gab es Pläne zur Bebauung von drei bisher vorwiegend landwirtschaftlich genutzten Flächen. Das Verfahren wurde wegen der geringen Nachfrage zunächst eingestellt, aufgrund des Bevölkerungswachstums allerdings wieder aufgenommen. Geplant ist keine Bestandsentwicklung des angrenzenden Ein- und Mehrfamilienhausgebietes, sondern eine höhere Bebauungsdichte. Auswirkungen auf derzeit wenig frequentierte Anliegerstraßen wie auch Frei- und Grünflächen werden erwartet. Auch stellen die bereits existierenden Kapazitätsprobleme ein Problem dar.
Aufgrund dieser Tatsachen gab das Stadtentwicklungsamt Pankow einen Rahmenplan in Auftrag. Er soll aktuelle Problemlagen analysieren und Handlungsbedarfe herausarbeiten. Der Schwerpunkt liegt dabei auf der verkehrlichen Situation des Ortes.

## Bevölkerung
| Jahr | Einwohner |
| ---- | --------- |
| 1858 | 0.286     |
| 1871 | 0.299     |
| 1880 | 0.320     |
| 1890 | 0.357     |
| 1900 | 0.524     |
| 1910 | 0.731     |
| 1919 | 0.949     |
| 1925 | 1.405     |
| 1939 | 6.752     |
| 1946 | 6.668     |
| 1950 | 6.680     |
| 1963 | 5.356     |

| Jahr | Einwohner |
| ---- | --------- |
| 1991 | 05.087    |
| 1995 | 06.149    |
| 2000 | 17.380    |
| 2007 | 18.008    |
| 2010 | 18.824    |
| 2015 | 18.790    |
| 2020 | 19.694    |
| 2021 | 19.821    |
| 2022 | 20.152    |
| 2023 | 20.196    |
| 2024 | 20.185    |

Quelle ab 2007: Statistischer Bericht A I 5. Einwohnerregisterstatistik Berlin. Bestand – Grunddaten. 31. Dezember. Amt für Statistik Berlin-Brandenburg (jeweilige Jahre)

## Sehenswürdigkeiten
- Dorfkirche Karow, der spätromanische Bau wurde in der Mitte des 13. Jahrhunderts als Saalkirche mit Chor und Apsis aus sorgfältig behauenem Feldsteinmauerwerk errichtet, gilt als das älteste Gebäude auf dem Barnim in Berlin
- Karower Bilderbibel in der Dorfkirche Karow: 33-teiliger Bilderzyklus verschiedener und ungeklärter Provenienz von 1617 mit Szenen des Alten und Neuen Testaments[7]
- Altes Schulhaus (Alt-Karow 15: Gemeindeschule Karow, 14. Volksschule), eingeweiht 1516, geschlossen seit 1934, restauriert 2006–2009
- Altes Feuerwehr-Spritzenhaus (Alt-Karow 10/11), gebaut 1904, restauriert 2004–2006
- Bauernhäuser des 19. Jahrhunderts entlang der Straße Alt-Karow
- Bahnhof Berlin-Karow, ein Standardtypus aus dem späten 19. Jahrhundert
- Karower Kaisereiche

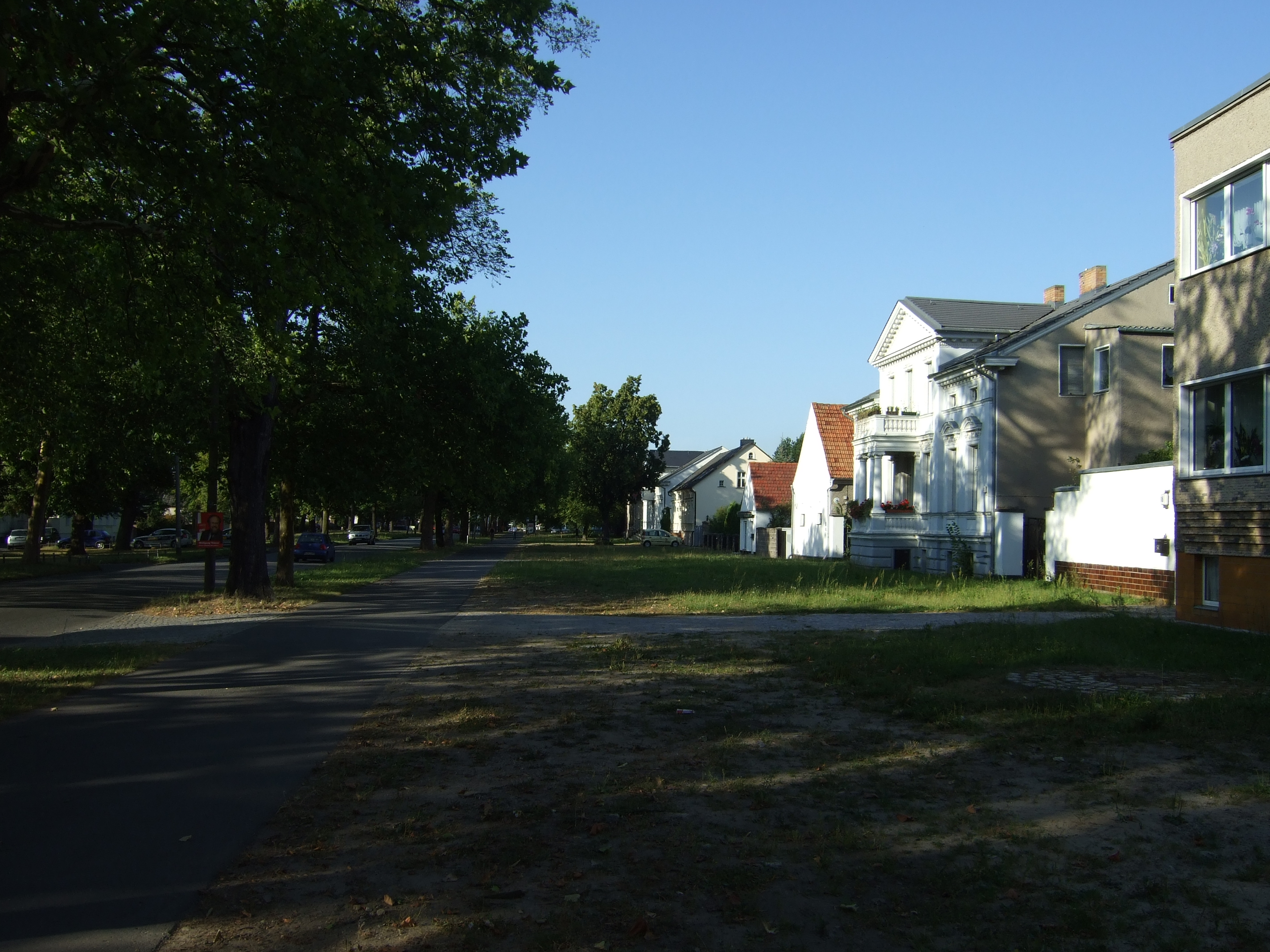
Alt-Karow
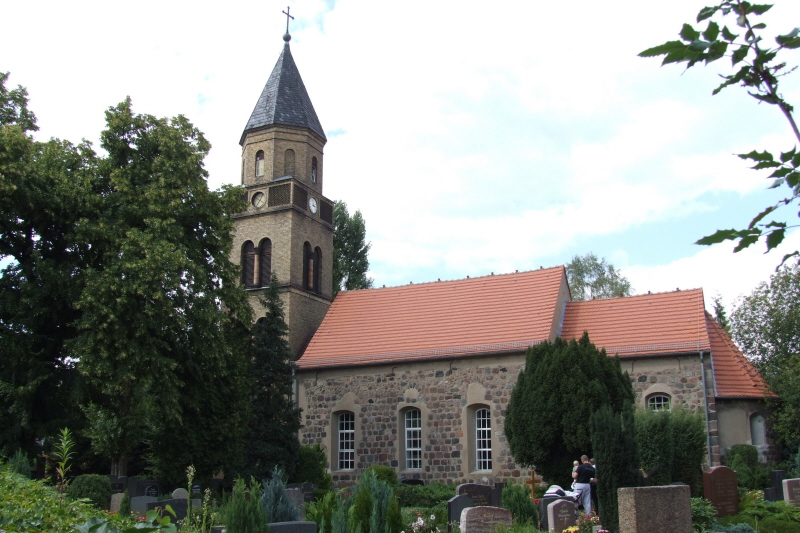
Dorfkirche Karow
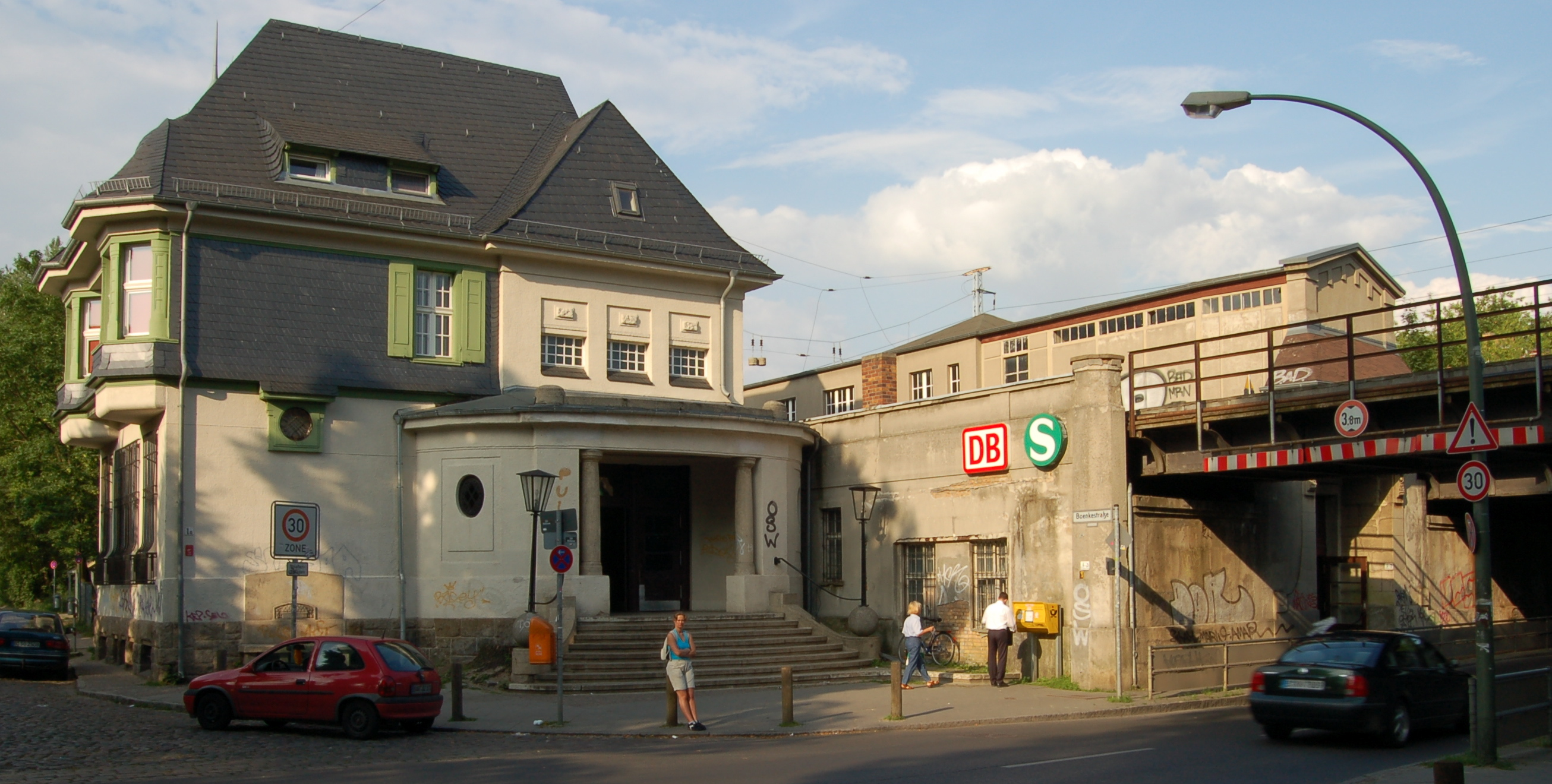
Bahnhof Karow

## Verkehr

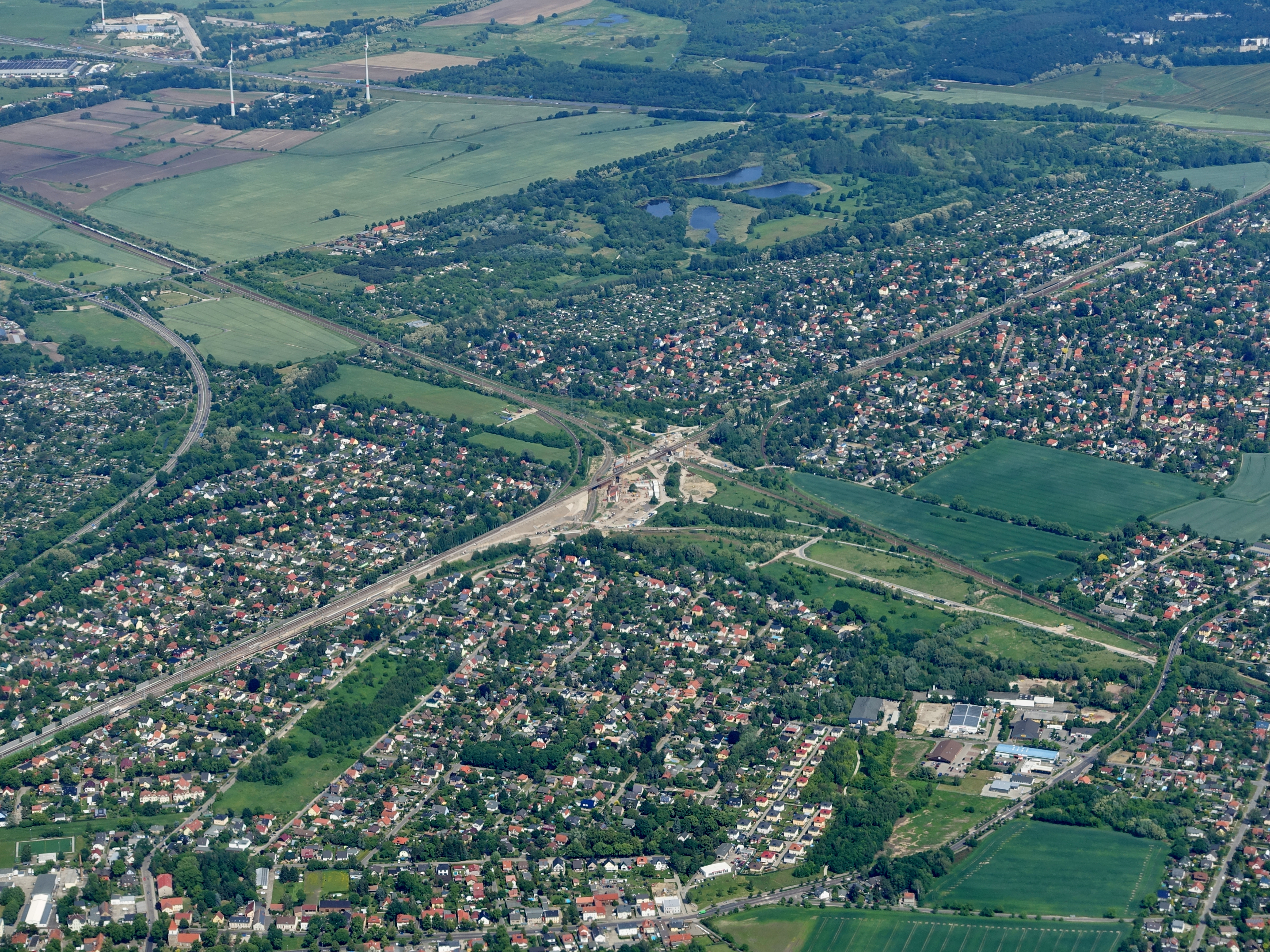
Karower Kreuz 2018

Hauptverkehrsachse in Karow ist der Straßenzug Blankenburger Chaussee – Alt-Karow – Bucher Chaussee. Er verbindet den Ortsteil Blankenburg im Süden mit dem Ortsteil Buch im Norden. Unmittelbar westlich von Karow befindet sich die Autobahnanschlussstelle Bucher Straße der A 114. Es handelt sich um eine Teilanschlussstelle. Entlang der Nordgrenze zu Berlin-Buch verläuft die Trasse der A 10 (Berliner Ring). Hier war eine Anschlussstelle geplant, von deren Realisierung aber aufgrund zahlreicher Einsprüche durch Bürgerinitiativen Abstand genommen wurde.
Der Ortsteil ist über den Bahnhof Karow an das Netz der Berliner S-Bahn (Linie S2) angeschlossen. Die Regionalbahnlinie RB27 der Niederbarnimer Eisenbahn (NEB) nach Groß Schönebeck beginnt in Karow.
Die Buslinien 150 und 158 der BVG verbinden Karow mit Buch und Blankenburg. Die Ringlinie 350 erschließt den Ortsteil.
Südlich des Bahnhofs Karow liegt das Karower Kreuz. Hier führt die Stettiner Bahn über den Berliner Außenring mit Verbindungskurven zwischen beiden Strecken. Am Kreuzungspunkt soll ab 2026 der Bahnhof Karower Kreuz entstehen, der als Turmbahnhof geplant ist.

## Schulen und Jugendeinrichtungen
- Robert-Havemann-Gymnasium, Achillesstraße 79
- Grundschule Alt-Karow, Bahnhofstraße 32, das Gebäude besteht seit 1932
- Grundschule im Panketal, Achillesstraße 31
- Grundschule am Hohen Feld, Bedeweg 1
- Jugendeinrichtung K14, Achillesstraße 14

## Persönlichkeiten des Ortsteils
- Martin Pfannschmidt (1861–1947), Pfarrer und Heimatforscher, Pfarrer in Buch-Karow
- Friedrich Peine (1871–1952), Politiker (SPD), lebte in Karow
- Eckart Friedrichson (1930–1976), Schauspieler, lebte in Karow
- Heidrun Hegewald (* 1936), Malerin und Grafikerin, lebt in Karow
- Wolfgang Winkler (1943–2019), Schauspieler, lebte in Karow
- Gabriele Seyfert (* 1948), Eiskunstläuferin, lebt in Karow
- Ralf Lindermann (* 1960), Schauspieler, lebte in Karow
- Eric Sindermann (* 1988), Handballer und Modedesigner, lebt in Karow